# The Mönic
The Mönic é uma banda brasileira de rock alternativo formada em São Paulo em 2018, composta atualmente por Ale Labelle (guitarra, vocais), Dani Buarque (guitarra, vocais) e Joan Bedin (baixo, vocais) – todos membros fundadores – com a saída de Thiago Coiote (bateria, vocais) em março de 2025, oficialmente a ex-integrante Daniely Simões (bateria) retorna aos palcos.

## Carreira
A The Mönic foi formada em 2018 na cidade de São Paulo (SP), a partir de dissidência do grupo paulistano BBGG. Após a saída da baterista da banda, Ale Labelle, Dani Buarque e Joan Bedin realizaram audições, integraram Daniely Simões e formaram o novo conjunto.
O quarteto foi descoberto pelo produtor Rafael Ramos que lançou a banda pela Deck. Os primeiros singles lançados foram “High” e “Buda”, gravados no Estúdio Costella e produzidos por Alexandre Capilé. Em março de 2018, sai o videoclipe de “High” e em julho do mesmo ano, sai o clipe de "Buda".
Em junho de 2019, lançam o disco de estúdio Deus Picio, com 7 músicas e 20 minutos de duração, entre canções em português e inglês. O primeiro single do álbum foi “Mexico”, lançado em março, que ganhou videoclipe dirigido por Mateus Brandão inspirado nas novelas mexicanas. No mês seguinte, saiu o segundo single, “Just Mad”, também com videoclipe. Em junho, saiu a música “Maldizer“. Em novembro, “Scars and Cigarettes” também ganha clipe. Em março de 2021, sai o último videoclipe, para “Andy & I”.
Ainda em março de 2021, a baterista Daniely Simões deixa a banda. No mesmo ano, o baterista Thiago Coiote entra na banda, mas só faz sua estreia em março de 2022, em São Paulo.
Depois de três anos sem lançamento de estúdio, no final de 2002 lançam o single “Trovão“.
Em 1 de setembro de 2023, lançam Cuidado você, primeiro álbum da banda em português, que reúne onze músicas inéditas no repertório autoral e tem produção musical de Rafael Ramos. Os singles “Bateu”, “Antes Tarde”, “Sabotagem”, “Atear” e “Nocaute” ganharam videoclipes oficiais. Ele foi escolhido pela Associação Paulista de Críticos de Arte como um dos 50 melhores álbuns nacionais de 2023.
Em setembro de 2024, a banda se apresentou ao lado da banda Eskröta no Palco Supernova do festival Rock in Rio. Em outubro do mesmo ano, a dobradinha se repetiu, agora no KNOTFEST Brasil, realizado no Allianz Parque, em São Paulo.
Em março de 2025, após a saída do baterista Thiago Coiote e retorno de Daniely Simões, a banda realiza o show de abertura da turnê conjunta das bandas Garbage e L7, em São Paulo e Curitiba. Em setembro, a banda se apresenta no Palco Factory do festival The Town, com artista‬‭ não‬‭ binária‬‭ amazônida Raidol.

## Integrantes

#### Formação atual
- Ale Labelle – guitarra, vocais (2018–presente)
- Dani Buarque – guitarra, vocais (2018–presente)
- Joan Bedin – baixo, vocais (2018–presente)
- Daniely Simões – bateria (2018–2021, 2025–atualmente)

#### Ex-Integrantes
- Thiago Coiote – bateria, vocais (2021–2025)